# Flying Wild Hog
Flying Wild Hog Sp. z o.o.はポーランドのコンピュータゲーム開発企業。2009年4月にトメク・バランとMichał Szustak、Klaudiusz Zychによって設立された。ポーランドのワルシャワに拠点を置いているFlying Wild Hogは『Shadow warrior』の2013年のリブート作品及び続編の『Shadow warrior 2』(2016年)で最もよく知られている。

## 歴史
Flying Wild Hogは2009年4月にトメク・バランとMichał Szustak、Klaudiusz Zychによって設立された。スタジオは自社製ゲームエンジン「Road Hog Engine」でゲームを制作しており、同社の処女作『ハードリセット』が2011年9月に発売された。2012年4月にFlying Wild Hogはハードリセットの無料DLC『ハードリセット: エグザイル』をリリースした。2013年9月、同社が開発した『Shadow Warrior』が「Devolver Digital」によって発売された。2015年に続編の『Shadow Warrior２』が2016年に発売されると発表された。2015年12月7日、Flying Wild Hogはポーランドのクラクフに新支部(Michał Kuk代表)を設立した。
2019年3月、Splash Damageの元CEOのポール・ウェッジウッドとSplash Damageのメンバーらが設立した投資企業「Supernova Capital」がFlying Wild Hogを買収した。この買収でFlying Wild Hogは資金面での安心感を得て、よりゲーム開発に専念できるようになった。2019年11月時点でFlying Wild Hogは未発表のゲーム三作に取り組んでいる。
2020年7月、2021年発売予定の『Shadow Warrior 3』が発表された。
2020年11月、スウェーデンのEmbracer GroupはKoch Mediaを通じたFlying Wild Hogの買収を発表した（Koch MediaはFlying Wild Hogの親会社となる）。

## Road Hogエンジン
「Road Hog Engine」はFlying Wild Hogが開発し、同社開発の全てのゲームに使用しているゲームエンジンである。本エンジンは「advanced physics」と 「high fidelity graphics」をサポートしPC向けに特化して設計された。エンジンはHavok、DirectX 9.0c及びDirectX 11を使用している。2016年時点でエンジンはMicrosoft Windows (x86とx86-64バイナリー)、PlayStation 4及びXbox One用にゲームをコンパイルすることができる。

## 開発ゲーム
| 発売年 | 作品              | ジャンル                           | プラットフォーム                                    | 注記                                                                               |
| ------ | ----------------- | ---------------------------------- | --------------------------------------------------- | ---------------------------------------------------------------------------------- |
| 2011   | ハードリセット    | ファーストパーソン・シューティング | Microsoft Windows                                   | 2012年にDLC『ハードリセット エグザイル』がリリース                                 |
| 2013   | Shadow Warrior    | ファーストパーソン・シューティング | Microsoft Windows                                   | 『Shadow Warrior』(1997年)のリブート                                               |
| 2014   | Juju              | プラットフォーム                   | Android、Microsoft Windows、PlayStation 3、Xbox 360 |                                                                                    |
| 2016   | Hard Reset Redux  | ファーストパーソン・シューティング | Microsoft Windows、PlayStation 4、Xbox One          | 『ハードリセット』(2011年)のリマスター版                                           |
| 2016   | Shadow Warrior 2  | ファーストパーソン・シューティング | Microsoft Windows、PlayStation 4、Xbox One          | 『Shadow Warrior』 (2013年)の続編                                                  |
| 2020   | Devolverland Expo | ファーストパーソン・シューティング | Microsoft Windows                                   | パブリッシャーのDevolver Digitalのプロモーションゲーム(Steamで2020年7月にリリース) |
| 2021   | Shadow Warrior 3  | ファーストパーソン・シューティング | Microsoft Windows                                   | 『Shadow Warrior 2』の続編                                                         |